# Cella calda
Una cella calda (in inglese hot cell) è una porzione di edificio adeguatamente costruita e schermata per consentire la lavorazione e la manipolazione a distanza di materiale radioattivo. 
Si reperisce in centrali nucleari, istituti e laboratori scientifici universitari ed ospedalieri (per applicazioni di medicina nucleare, radioterapia, radiologia), opifici di industrie ad avanzata tecnologia. 
Richiede come caratteristiche costruttive un elevato spessore di pareti e solai, porte, eventuali finestre ed altri accessi, oltre alla piombatura (od altro isolamento) del volume esterno ed a numerosi dispositivi per il controllo della quantità e della intensità delle radiazioni nonché per la manovra a distanza delle operazioni da eseguirvisi; anche gli impianti idrici, elettrici od altri, devono essere convenientemente studiati, preferendosi spesso la formula dei circuiti chiusi con interfaccia protetto. 
Talvolta può rendersi necessario od obbligatorio abbandonare la struttura per saturazione della radioattività, incidente o prescrizione normativa (generalmente relativa al decorso di un dato tempo di attività); l'operazione di abbandono si compone di una bonifica (volta ad assorbire con opportuni catalizzatori quanto possibile degli elementi radioattivi presenti) e di una cosiddetta "sepoltura", consistente nella copertura della cella calda con colate di cemento con speciali caratteristiche molecolari e con una copertura finale per mezzo di ceneri inerti. Per solito si preferisce situare già in sede di progetto le cella calda in posizione preferibilmente interrata, e questo sia per la previsione di una futura necessità di “sepoltura” della cella calda, sia per limitare al massimo le inevitabili infinitesimali dispersioni di radioattività nell'ambiente circostante attraverso la pur poderosa muratura, sia infine per il peso della struttura. 
Nell'estimo rileva se la cella calda valga positivamente come strumento tecnologicamente avanzato per l'attività esplicata nell'immobile esaminato, oppure se valga negativamente come potenziale fonte di rischio o come oggetto di particolare disciplina normativa che imponga particolari obblighi e limitazioni al godimento del bene o di beni limitrofi.